# Bouira
Bouira, o Bouïra, en àrab البوي, en kabila Tubiret, és una ciutat al nord d'Algèria, capital de la província del mateix nom.
Se situa al centre geogràfic de la província, a 119 km d'Alger. Limita amb el municipi d'Ait Laziz al nord, Aïn Turk al nord-est, Aïn El Hadjar a l'est, El Hachimia al sud-est, Oued El Berdi al sud, El Asnam al sud-oest, Haizer a l'oest i Taghzourt al nord-oest.
Es troba al sud-oest de les muntanyes de la Gran Cabília, prop de la conca de l'Isser i el uadi Soummam.
A una alçada de 525 metres, es troba a la vall del riu Sahel, dominada al nord per la muntanya rocosa Tikejda, que pertany al massís del Djurdjura.
La ciutat, que històricament ha estat un indret de descans per a les caravanes, deu segurament el nom a "vou iran", 'el lloc dels lleons'. Al 1974 li donaren l'estatus de capital de la wilaya del mateix nom.
La seua població cresqué ràpidament d'aleshores ençà: de 18.200 habitants el 1954 i 16.600 el 1996 passa a 36.500 el 1987, 52.500 el 1998 i, segons el que registra el cens de 1998, a 75.086 habitants, afavorida pel pas de l'oleoducte que transporta petroli del Sàhara a Alger.
Té un centre d'estudis superiors, la Universitat Mohand Oulhadj.
Tot i que la persistent activitat terrorista islàmica a les muntanyes de la Cabília (Bouira i les wilaya de Bourmerdès, Tizi, Ouzou i Bugia) representa una amenaça important, no ha aconseguit una adhesió significativa de la població. A la sostinguda inversió pública destinada a assegurar aquest resultat, ha seguit una creixent inversió privada que fa preveure que Bouira deixarà de ser un focus terrorista i esdevindrà un model de com transformar una zona problemàtica en una de potencialment pròspera.
Els recursos econòmics de la zona que l'envolta se centren sobretot en el conreu d'olivers, cereals i alguns vinyers.
Està agermanada amb la ciutat francesa de Roubaix.